# Runjevica
Runjevica je kratka pripovdka, ki je izšla v zbirki zgodb Zgodbe o Štrpedu iz Materskega podolja, Podgorskega Krasa in Čičarije. Po pripovedovanju jih je zbral in zapisal Pavel Medvešček, grafik, slikar, oblikovalec, publicist in zbiralec ljudske dediščine. Pripovedko Runjevica je zapisalm po pripovedovanju Lucije Jurišrvič leta 1971.

## Kdaj je bila pripovedka zapisana?
Pripovedka se bile zapisana leta 1971, ko se je Pavel Medvešček zaposlil na Zavodu za spominsko varstvo Gorica, kjer je dokumenitral ljudsko arhitekturo na območju sedmih severnoprimorskih občin. Tako ga je pot zanesla tudi na območje Matarskega podolja, Podgorskega Krasa in Čičarije, kjer so prebivalci pripovedovali o Štrpedu.

## Analiza
V Runjevicah v majhnih kamnitih okučetah (kamnita hiška, grajena na suho) so živeli revni ljudje, ki so redili in pasli ovce od bogatinov iz Odoline.
Zgodilo se je tudi, da jim je kakšno ovco raztrgal volk ali je katera poginila, takrat so jim gospodarji vzeli del zaslužka. V takih primerih jim je na pomoč priskočil dobri Štrped, ki jim je pod lipo v duplu pustil kakšen sold. 
Za to Štrpedovo dobroto pa je nekega dne izvedel herpeljski mešeter. Na skrivaj se je pritihotapil do Štrpedove lipe in zašel brskati v duplu. Kmalu je našel glinen lonec, misleč da je poln zlatnikov. Hitro je dvignil pokrov in z roko segel vanj. V loncu pa je bil velik gad, ki ga je pičil, v velikih mukah je še tisto noč umrl.

### Predstavitev književnih oseb
Herpeljski mešeter, goljuf, ki se je potikal okrog Štrpedove lipe. Hotel je obogateti, a se mu je Štrped hitro maščeval. 
Štrpedi
so bile plašljive živali. Podnevi so dremali v drevesnih duplinah ali pod bukovimi koreninami, ponoči pa so neslišno letali okoli in pomagali revnim, bolnikom in pomoči potrebnim ljudem. Tudi tokrat so priskočili na pomoč revni družini.

### Kraj in čas dogajanja
Matarsko podolje je Štrpedova dežela. Tako se imenujeta kar dva hriba v tej suhi kraški dolini. Pa še eno naselje, a to je že v hrvaški Istri.
V osrednjem delu Matarskega podolja leži gručasta vas Markovščica. Na severni strani se dviga Brkinsko hribovje, na jugu pa Slavnik in vrhovi Čičarije. Značilna kraška gmajna je porasla z gostim brinjem, ki včasih zraste v prava drevesa. Polno je vrtač, kotanj in brezen.
Nekje po drugi svetovni vojni, ko so bili Brkini, še dokaj odmaknjen predel, v katerem se je ohranjalo veliko starega izročila. Ljudje so si krajšali čas z pripovedovanjem pripovedk.

## Zgodbe o Štrpedu in Materskega podolja, Podgorskega Krasa in Čičarije
- Štrpedov rod
- Lipeglav
- Turki
- Podgradska grofična
- Nabiralec brinja
- Skandan
- Štrped
- Bosi otroci
- Podganje leto
- Stava
- Medvižicev štrped
- Žito
- Tihotapci
- Bolno dekle
- Kozja pastirica
- Kako je štrped pomagal Johanu